# Christina Milian

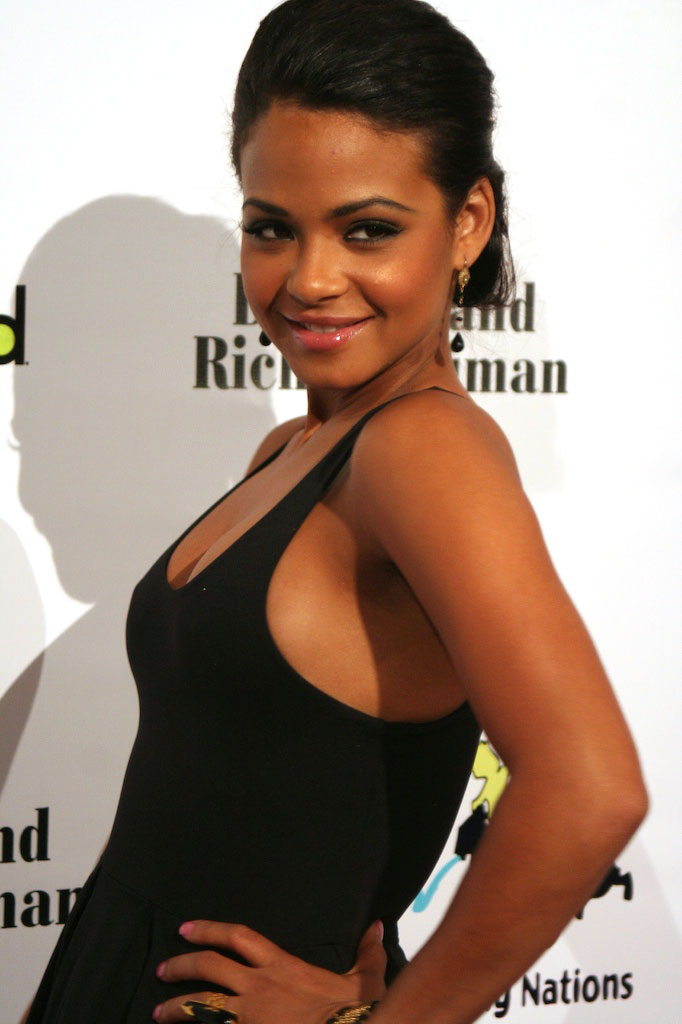
Christina Milian (2008)

Christina Milian (* 26. September 1981 in Jersey City, New Jersey; eigentlich Christine Flores) ist eine US-amerikanische Sängerin, Schauspielerin und Songwriterin kubanischer Herkunft.

## Leben und Karrierebeginn
Christina Milian wurde als älteste Tochter kubanischer Eltern geboren. Sie hat zwei Geschwister, Danielle und Elizabeth. Nach ihrer Geburt siedelte die Familie nach Waldorf, Maryland über. Als sie gerade mal vier Jahre alt war, zeigte sie Interesse am Showbusiness, sodass sie fünf Jahre später für Talent-Agenturen vorsprach. So begann Milian mit der Schauspielerei, zunächst in Werbespots unter anderem für Wendy’s. Ihre Mutter bemerkte ihr Potenzial und zog daraufhin mit ihren Kindern nach Los Angeles, Kalifornien, jedoch litt die Beziehung zwischen Milians Eltern darunter, zumal ihr Vater in Maryland blieb und sich nach dem Umzug von ihrer Mutter geschieden hat. In der neuen Stadt zog Milian in ein Viertel, wo ebenfalls der Songschreiber und Musikproduzent Rodney Jerkins wohnt. Letzterer hörte sie bei einem Auftritt singen, sodass sie begannen zusammenzuarbeiten. Im Alter von 17 Jahren begann sie mit ihm Songs zu schreiben für anderthalb Jahre.

## Karriere

### Musikkarriere

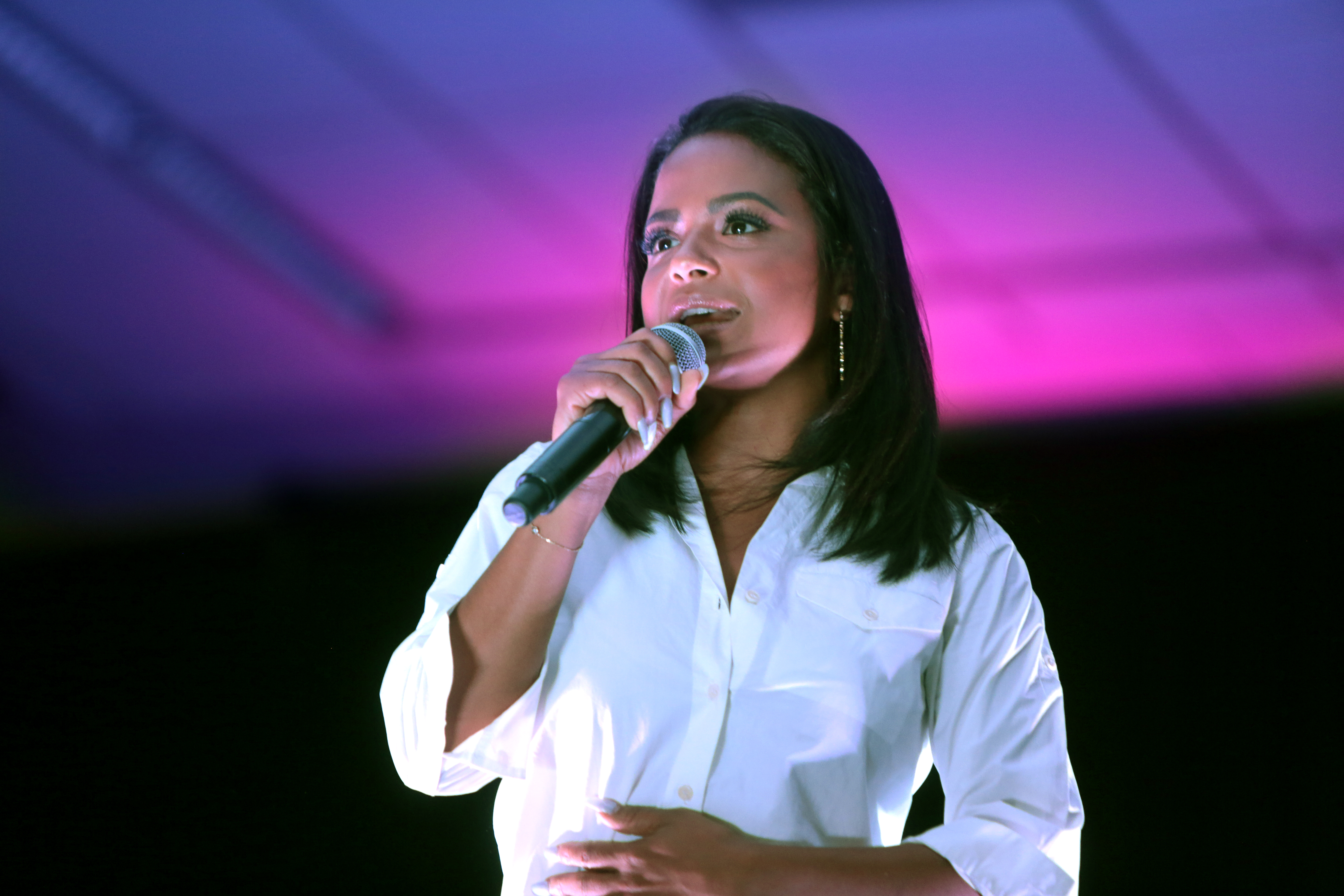
Christina Milian (2016)

Musikalisch in Erscheinung trat Milian erstmals 2000 in dem Song Between Me & You von Ja Rule. Die Single schaffte es bis auf Platz 11 der Billboard Hot 100 und brachte ihr einen Plattenvertrag bei Def Jam Recordings ein. Daraufhin reiste sie nach Schweden, um dort ihr selbstbetiteltes Debütalbum Christina Milian aufzunehmen. Die Veröffentlichung in den Vereinigten Staaten wurde aufgrund der Terroranschläge des 11. Septembers 2001, welche zwei Wochen vor der eigentlichen Veröffentlichung aufgetreten waren, verschoben. Ihr Musiklabel entschied, das Album Ende desselben Jahres zu veröffentlichen. Jedoch war Milian der Meinung, dass neue Künstler während dieser Zeit keine Alben rausbringen würden. So wurde die Veröffentlichung erneut verzögert, bis die Künstlerin zum Entschluss kam, ihr Debütalbum nicht mehr in den USA herauszubringen. In Europa erschien es schon am 9. Oktober 2001 und erreichte in Großbritannien Platz 23 und konnte sich dort über 100.000 mal verkaufen, sodass es mit Silber ausgezeichnet wurde. Anfang 2002 wurde das Album in Japan veröffentlicht und schaffte es dort bis in die Top 20 der Album Charts. Die erste Singleauskopplung AM to PM kletterte vor allem in vielen europäischen Charts in die Top 10 und war zudem in der Filmkomödie Hot Chick – Verrückte Hühner zu hören. Die zweite Single When You Look at Me konnte den Erfolg des davorherigen Songs übertreffen und erreichte jeweils Platz 13 der Single-Charts in Deutschland sowie in Österreich. Im Vereinigten Königreich schafften es beide Singles jeweils auf Platz 3. Ende 2002 war Milian in dem Song It's All Gravy des britischen Rappers Romeo zu hören. Des Weiteren steuert sie mit Call Me, Beep Me! den Titelsong zur Disney-Serie Kim Possible bei.
Im Sommer 2004 veröffentlichte sie bei ihrem neuen Plattenlabel Island Records ihr zweites Album It's About Time. In den Vereinigten Staaten erreichte es die Top 15 und in Großbritannien Platz 21 der Album Charts. Insgesamt konnte sich das Album in beiden Ländern 450.000 mal verkaufen und wurde bei den Grammy Awards im Jahr 2005 in der Kategorie Best Contemporary R&B Album nominiert. Die erste Singleauskopplung Dip It Low wurde mit dem US-amerikanischen Rapper Fabolous aufgenommen. 
In den USA schaffte es die Single bis in die Top 5 und im Vereinigten Königreich sogar bis auf Platz 2 der Charts. Es gibt ebenfalls eine Version mit Samy Deluxe, welche beispielsweise in Deutschland, in Österreich und in der Schweiz veröffentlicht wurde. Außerdem gibt es eine Solo Version des Songs, die in einigen anderen Ländern erschien. Die zweite Single Whatever U Want wurde zusammen mit Joe Budden aufgenommen und stieg bis in die Top 10 der Single-Charts in Großbritannien.
Am 19. April 2006 brachte Milian ihr drittes Album So Amazin’ heraus, welches in den Vereinigten Staaten bis auf Platz 11 der Album Charts kletterte. Es konnte sich in der ersten Woche über 50.000 mal verkaufen. Ebenfalls war die Künstlerin kurz nach der Veröffentlichung nicht mehr bei ihrem Plattenlabel Island Records unter Vertrag. Die einzige Singleauskopplung Say I wurde mit Jeezy aufgenommen und schaffte es im Vereinigten Königreich bis auf Platz 4. Ende desselben Jahren erschien Milians erstes Kompilationsalbum Best Of, welches eine Sammlung ihrer bekanntesten Lieder enthält. Es wurde lediglich in Japan veröffentlicht und erreichte dort Platz 29 als Höchstposition. Es konnte sich fast 40.000 mal verkaufen.
Seit 2008 arbeitet sie an ihrem vierten Album, jedoch wurde die Veröffentlichung mehrere Male verschoben. Bei den American Music Awards im Jahr 2010 gab sie bekannt, dass es im darauffolgenden Jahr fertig sei, was wiederum bisher immer noch nicht geschah. Zusammen mit den Stafford Brothers und Lil Wayne nahm sie den Song Hello auf.

### Schauspielkarriere und Songwriting
Milian gab 1996 ihr Schauspieldebüt in der US-amerikanischen Sitcom Sister, Sister. 1999 war sie in weiteren Serien zu sehen, unter anderem in Clueless – Die Chaos-Clique, in Sechs unter einem Dach, in Charmed – Zauberhafte Hexen und in The Amanda Show. Die erste Filmrolle hatte sie in dem Film American Pie – Wie ein heißer Apfelkuchen und ihre erste Hauptrolle in Love Don't Cost a Thing. 
Anschließend spielte sie in Filmen wie Hart am Limit, Der Herr des Hauses, Be Cool, Pulse und Der Womanizer – Die Nacht der Ex-Freundinnen. Außerdem hatte sie Gastauftritte in Smallville, CSI: Vegas und in A Gifted Man. 2008 war sie im Videospiel Need for Speed: Undercover als Carmen Mendez zu sehen.
Im Jahr 2001 schrieb Milian den Song Play für Jennifer Lopez, in welchem sie ebenfalls als Backgroundsängerin zu hören ist. Für Justin Bieber schrieb sie den Titel Baby, der 2010 auf seinem Album My World 2.0 erschien und in den französischen Charts Platz 1 erreichte.

### Tätigkeit als Unternehmerin
Gemeinschaftlich mit ihrer Mutter besitzt Christina Milian das Unternehmen „Viva Diva Wines“.

## Privatleben
Bei den Dreharbeiten für den Film Love Don't Cost a Thing mit Nick Cannon, begannen er und Milian miteinander auszugehen. Nachdem beide für zweieinhalb Jahre zusammen waren, beendete Milian 2005 die Beziehung, da Cannon sie betrog.
Anfang 2009 begann sie mit The-Dream auszugehen. Im Juni desselben Jahres verlobten sie sich und drei Monate später heirateten sie in Las Vegas. Am 26. Februar 2010 kam ihre gemeinsame Tochter Violet Madison Nash zur Welt. Im Juli desselben Jahres gab das Paar seine Scheidung bekannt.
Christina Milian hält nicht viel von sozialen Netzwerken („Facebook“, „Twitter“ usw.). Sie versucht ihre wirklich privaten Momente für sich zu behalten.

## Diskografie

### Studioalben
| Jahr | Titel            | Höchstplatzierung, Gesamtwochen, AuszeichnungChartplatzierungen (Jahr, Titel, Platzierungen, Wochen, Auszeichnungen, Anmerkungen) | Höchstplatzierung, Gesamtwochen, AuszeichnungChartplatzierungen (Jahr, Titel, Platzierungen, Wochen, Auszeichnungen, Anmerkungen) | Höchstplatzierung, Gesamtwochen, AuszeichnungChartplatzierungen (Jahr, Titel, Platzierungen, Wochen, Auszeichnungen, Anmerkungen) | Höchstplatzierung, Gesamtwochen, AuszeichnungChartplatzierungen (Jahr, Titel, Platzierungen, Wochen, Auszeichnungen, Anmerkungen) | Anmerkungen                           |
| Jahr | Titel            | DE | CH | UK | US | Anmerkungen                           |
| ---- | ---------------- | --- | --- | --- | --- | ------------------------------------- |
| 2001 | Christina Milian | DE51 (7 Wo.)DE | CH98 (1 Wo.)CH | UK23 Gold · (14 Wo.)UK | — | Erstveröffentlichung: 9. Oktober 2001 |
| 2004 | It’s About Time  | DE55 (3 Wo.)DE | CH35 (6 Wo.)CH | UK21 Silber · (4 Wo.)UK | US14 (15 Wo.)US | Erstveröffentlichung: 15. Juni 2004   |
| 2006 | So Amazin’       | — | CH55 (3 Wo.)CH | UK67 (3 Wo.)UK | US11 (8 Wo.)US | Erstveröffentlichung: 19. April 2006  |

### Kompilationen
- 2006: Best Of

### EPs
- 2015: 4U

### Singles als Leadmusikerin
| Jahr | Titel Album                          | Höchstplatzierung, Gesamtwochen, AuszeichnungChartplatzierungen (Jahr, Titel, Album, Platzierungen, Wochen, Auszeichnungen, Anmerkungen) | Höchstplatzierung, Gesamtwochen, AuszeichnungChartplatzierungen (Jahr, Titel, Album, Platzierungen, Wochen, Auszeichnungen, Anmerkungen) | Höchstplatzierung, Gesamtwochen, AuszeichnungChartplatzierungen (Jahr, Titel, Album, Platzierungen, Wochen, Auszeichnungen, Anmerkungen) | Höchstplatzierung, Gesamtwochen, AuszeichnungChartplatzierungen (Jahr, Titel, Album, Platzierungen, Wochen, Auszeichnungen, Anmerkungen) | Höchstplatzierung, Gesamtwochen, AuszeichnungChartplatzierungen (Jahr, Titel, Album, Platzierungen, Wochen, Auszeichnungen, Anmerkungen) | Anmerkungen                                                       |
| Jahr | Titel Album                          | DE | AT | CH | UK | US | Anmerkungen                                                       |
| ---- | ------------------------------------ | --- | --- | --- | --- | --- | ----------------------------------------------------------------- |
| 2001 | AM to PM Christina Milian            | DE59 (10 Wo.)DE | — | CH28 (13 Wo.)CH | UK3 Silber · (12 Wo.)UK | US27 (20 Wo.)US | Erstveröffentlichung: 24. Juli 2001                               |
| 2002 | When You Look at Me Christina Milian | DE13 (17 Wo.)DE | AT13 (18 Wo.)AT | CH31 (24 Wo.)CH | UK3 Silber · (12 Wo.)UK | — | Erstveröffentlichung: 17. Juni 2002                               |
| 2004 | Dip It Low It’s About Time           | DE17* (11 Wo.)DE | AT32* (11 Wo.)AT | CH11* (18 Wo.)CH | UK2 Gold · (13 Wo.)UK | US5 Gold · (30 Wo.)US | Erstveröffentlichung: 7. April 2004 feat. Fabolous / *Samy Deluxe |
| 2004 | Whatever U Want It’s About Time      | DE51 (5 Wo.)DE | AT62 (3 Wo.)AT | CH27 (7 Wo.)CH | UK9 (10 Wo.)UK | US100 (1 Wo.)US | Erstveröffentlichung: 21. September 2004 feat. Joe Budden         |
| 2006 | Say I So Amazin’                     | DE38 (7 Wo.)DE | AT64 (3 Wo.)AT | CH23 (14 Wo.)CH | UK4 (13 Wo.)UK | US21 (13 Wo.)US | Erstveröffentlichung: 14. März 2006 feat. Young Jeezy             |

Weitere Singles
- 2008: Us Against the World
- 2015: We Ain’t Worried
- 2015: Rebel
- 2015: Liar

### Singles als Gastmusikerin
| Jahr | Titel Album                  | Höchstplatzierung, Gesamtwochen, AuszeichnungChartplatzierungen (Jahr, Titel, Album, Platzierungen, Wochen, Auszeichnungen, Anmerkungen) | Höchstplatzierung, Gesamtwochen, AuszeichnungChartplatzierungen (Jahr, Titel, Album, Platzierungen, Wochen, Auszeichnungen, Anmerkungen) | Anmerkungen                                                        |
| Jahr | Titel Album                  | UK | US | Anmerkungen                                                        |
| ---- | ---------------------------- | --- | --- | ------------------------------------------------------------------ |
| 2000 | Between Me and You Rule 3:36 | UK26 (3 Wo.)UK | US11 (20 Wo.)US | Erstveröffentlichung: 16. Juni 2000 Ja Rule feat. Christina Milian |
| 2002 | It’s All Gravy Solid Love    | UK9 (9 Wo.)UK | — | Erstveröffentlichung: Oktober 2002 Romeo feat. Christina Milian    |

Weitere Gastbeiträge
- 2007: Sorry (mit Hannabal)
- 2013: Hello (mit Lil Wayne & Stafford Brothers)
- 2014: Start a Fire (mit Lil Wayne)
- 2014: Ride It (mit Eric Bellinger)
- 2016: Down for You (mit Livin)
- 2016: Snapchat (Femix) (mit Yonni, Honey C, Liane V & Kristinia DeBarge)
- 2016: Sweet Tina (mit Nick Cannon)
- 2017: Slow Down (mit Philly Swain & YG)
- 2017: After Party (mit 4 AM & Marley Waters)
- 2017: Own the Night (mit Harvey)

## Auszeichnungen für Musikverkäufe
| Silberne Schallplatte - Frankreich - 2002: für die Single When You Look at Me Goldene Schallplatte - Australien - 2002: für die Single When You Look at Me - Japan - 2002: für das Album Christina Milian - 2004: für das Album It’s About Time - Norwegen - 2002: für die Single AM to PM |

Anmerkung: Auszeichnungen in Ländern aus den Charttabellen bzw. Chartboxen sind in ebendiesen zu finden.
| Land/RegionAuszeichnungen für Musikverkäufe (Land/Region, Auszeichnungen, Verkäufe, Quellen) | Silber     | Gold     | Platin | Verkäufe | Quellen     |
| -------------------------------------------------------------------------------------------- | ---------- | -------- | ------ | -------- | ----------- |
| Australien (ARIA)                                                                            | —          | Gold1    | —      | 35.000   | aria.com.au |
| Frankreich (SNEP)                                                                            | Silber1    | —        | —      | 125.000  | infodisc.fr |
| Japan (RIAJ)                                                                                 | —          | 2× Gold2 | —      | 200.000  | riaj.or.jp  |
| Norwegen (IFPI)                                                                              | —          | Gold1    | —      | 10.000   | ifpi.no     |
| Vereinigte Staaten (RIAA)                                                                    | —          | Gold1    | —      | 500.000  | riaa.com    |
| Vereinigtes Königreich (BPI)                                                                 | 3× Silber3 | 2× Gold2 | —      | 960.000  | bpi.co.uk   |
| Insgesamt                                                                                    | 4× Silber4 | 7× Gold7 | —      |          |             |

## Filmografie (Auswahl)

### Filme
- 1998: Das große Krabbeln (A Bug’s Life, Stimme)
- 1998: Clips’ Place (Fernsehfilm)
- 1999: American Pie – Wie ein heißer Apfelkuchen (American Pie)
- 1999: The Wood
- 1999: Future Kids – Jäger des verlorenen Goldes (Durango Kids)
- 2003: Love Don’t Cost a Thing
- 2004: Hart am Limit (Torque)
- 2005: Der Herr des Hauses (Man of the House)
- 2005: Be Cool – Jeder ist auf der Suche nach dem nächsten großen Hit (Be Cool)
- 2006: Pulse – Du bist tot, bevor Du stirbst (Pulse)
- 2007: Die Schneekugel (Snowglobe, Fernsehfilm)
- 2007: Eight Days a Week (Fernsehfilm)
- 2009: Der Womanizer – Die Nacht der Ex-Freundinnen (Ghosts of Girlfriends Past)
- 2009: Girls United – Gib Alles! (Bring It On: Fight to the Finish)
- 2010: Caitlin – Mein Geist der Weihnacht (Christmas Cupid, Fernsehfilm)
- 2013: Liebe im Gepäck (Baggage Claim)
- 2013: Die verzauberte Schneekugel (A Snow Globe Christmas, Fernsehfilm)
- 2016: The Rocky Horror Picture Show: Let’s Do the Time Warp Again (Fernsehfilm)
- 2019: Falling Inn Love (Fernsehfilm)
- 2021: Resort to Love (Fernsehfilm)
- 2024: Meet Me Next Christmas

### Serien
- 1996: Sister, Sister (eine Folge)
- 1996: Aaahh!!! Monster (AAAHH!!! Real Monsters, eine Folge, Stimme)
- 1997: Smart Guy (eine Folge)
- 1998–1999: Expedition der Stachelbeeren (The Wild Thornberrys, zwei Folgen, Stimme)
- 1999: Mister Funky – Die Steve-Harvey-Show (The Steve Harvey Show, eine Folge)
- 1999: Clueless – Die Chaos-Clique (Clueless, zwei Folgen)
- 1999: Sechs unter einem Dach (Get Real, drei Folgen)
- 1999: Charmed – Zauberhafte Hexen (Charmed, eine Folge)
- 2007: Smallville (eine Folge)
- 2010: Meet the Browns (eine Folge)
- 2010–2013: Family Guy (drei Folgen, Stimme)
- 2011: CSI: Den Tätern auf der Spur (CSI: Crime Scene Investigation, eine Folge)
- 2012: A Gifted Man (eine Folge)
- 2012–2013: The Voice (74 Folgen)
- 2015–2016: Grandfathered
- 2024–2025: Dexter: Original Sin

### Videospiele
- 2002: Kim Possible: Revenge of Monkey Fist (Stimme)
- 2003: Def Jam Vendetta (Stimme)
- 2008: Need for Speed: Undercover